# Battaglia di Klokotnica
La battaglia di Klokotnica (in bulgaro Битка при Клокотница?, Bitka pri Klokotnica), fu combattuta il 9 marzo del 1230, vicino al villaggio di Klokotnica (oggi nel distretto di Haskovo, in Bulgaria). Questa battaglia fu un successo per il secondo impero bulgaro, e questa vittoria sottolineò che la Bulgaria era la nazione più potente dell'Europa orientale, sostituendo il posto che prima ricopriva il Despotato d'Epiro. La battaglia di Klokotnitsa viene considerata dagli storici come il momento più fortunato della storia militare bulgara.

## Origini del conflitto
Tra il 1221 e il 1222 l'Imperatore bulgaro Ivan Asen II di Bulgaria si alleò con Teodoro d'Epiro. Sostenuto da questo trattato, Teodoro Comneno Ducas era riuscito a conquistare Tessalonica, strappata all'Impero latino, così come le terre bulgare in Macedonia compresa Ocrida. Dopo la morte dell'Imperatore latino Roberto di Courtenay nel 1228, Ivan Asen II fu designato come reggente di Baldovino II.
Teodoro allora pensò che la Bulgaria fosse l'unico ostacolo per impadronirsi di Costantinopoli, la cui conquista gli avrebbe garantito l'incoronazione a Basileus dei bizantini, e così all'inizio del marzo del 1230 egli invase la Bulgaria con un grande esercito, senza tuttavia dichiarare ufficialmente guerra.

## La battaglia
Teodoro d'Epiro creò un enorme esercito, con molti mercenari occidentali. Era così sicuro della sua vittoria che portò con sé la sua corte reale, con ogni singolo componente compresi sua moglie e i suoi figli. Il suo esercito si muoveva lentamente e al suo passaggio saccheggiava i villaggi che incontrava. Quando l'imperatore bulgaro venne a sapere che il suo territorio era stato invaso, radunò un esercito, ma molto più piccolo in confronto a quello epirota, e con esso marciò rapidamente verso le armate di Teodoro. Per quattro giorni i bulgari marciarono fecero tanta strada quanta l'esercito di Teodoro aveva fatto in una settimana.
Il 9 marzo i due eserciti vennero a contatto tra loro, vicino al villaggio di Klokotnica. Si crede che Ivan Asen II abbia ordinato di dividere in due il suo esercito, in modo da prendere direttamente il comando della parte più piccola, mentre il grosso dell'esercito avrebbe circondato gli epiroti. La strategia dell'Imperatore bulgaro fu molto coraggiosa, ma si rivelò buona, perché i bulgari riuscirono a circondare gli epiroti che erano rimasti sorpresi di aver trovato l'esercito bulgaro così presto. Il combattimento durò fino al tramonto. Gli epiroti ne uscirono completamente sconfitti, solo una piccola forza sotto il fratello del despota, Manuele Comneno Ducas, riuscì a scampare dal massacro, optando per una ritirata ordinata senza che il gruppo di Manuele fosse attaccato. Il resto dell'esercito epirota fu ucciso o imprigionato durante la battaglia, compresa la corte reale dell'Epiro di Teodoro, che anch'egli fu catturato.

## Conseguenze della battaglia di Klokotnica
Ivan Asen II liberò immediatamente i suoi soldati che erano stati imprigionati dall'esercito epiriota, i prigionieri epirioti furono portati a Veliko Tărnovo. La potenza dell'Impero bulgaro crebbe come mai era stata nella sua storia, tanto da divenire la massima potenza dell'Europa orientale, e tanto da poter invadere il Despotato d'Epiro. Teodoro d'Epiro fu rilasciato, e divenne poi Despota di Tessalonica.